# Рижская область

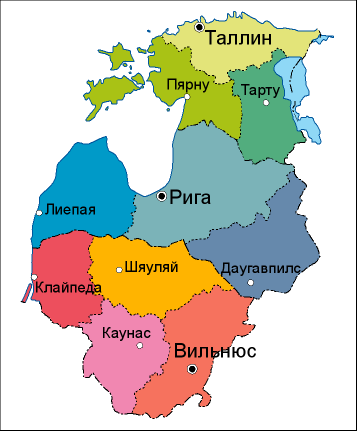
Области в Прибалтике 1952-53 гг. Рижская область обозначена светло-голубым цветом

Ри́жская область — административно-территориальная единица Латвийской ССР, существовавшая в 1952—1953 годах.
Административный центр — город Рига.
Рижская область (наряду с двумя другими областями республики) была образована 8 апреля 1952 года в ходе эксперимента по введению областного деления внутри союзных республик Прибалтики. Рижская область располагалась в центральной и северной частях Латвии, примыкая к Рижскому заливу. Год спустя эксперимент был признан неудачным и область упразднили (Указом Президиума Верховного Совета СССР от 25 апреля 1953 года).
Область включала следующие административные единицы:
- г. Рига
- г. Елгава
- Алойский район
- Алуксненский район
- Апский район
- Балдонский район
- Бауский район
- Валкский район
- Валмиерский район
- Гауенский район
- Гулбенский район
- Елгавский район
- Лимбажский район
- Мадонский район
- Огрский район
- Плявиньский район
- Рижский район
- Руиенский район
- Саулкрастский район
- Сигулдский район
- Смилтенский район
- Цесвайнский район
- Цесисский район
- Элейский район
- Эргльский район
- Яунелгавский район